# Phallus pygmaeus
Phallus pygmaeus är en svampart som beskrevs av Baseia 2003. Phallus pygmaeus ingår i släktet Phallus och familjen stinksvampar.   Inga underarter finns listade i Catalogue of Life.